# Xavier Casals i Meseguer
Xavier Casals i Meseguer (Barcelona, 1963) es un historiador español, especializado en la extrema derecha.

## Biografía
Nacido en 1963, ha escrito diversos trabajos sobre la extrema derecha, con estudios tanto del neonazismo y la ultraderecha españoles, como en un contexto internacional. Autor de una biografía de Miguel Primo de Rivera, también ha analizado el fenómeno del populismo.

## Obra
- Neonazis en España: de las audiciones wagnerianas a los skinheads (1966-1995) (1995).[2]
- La tentación neofascista en España (Plaza & Janés, 1998).[3][4]
- Ultrapatriotas: extrema derecha y nacionalismo de la guerra fría a la era de la globalización (Crítica, 2003).[6][7]
- Miguel Primo de Rivera (Ediciones de Barcelona, 2006), coautor junto con Ramón Tamames.[8]
- Ultracatalunya. L'extrema dreta a Catalunya: de l'emergència del búnker al rebuig de les mesquites (1966-2006) (L'esfera dels llibres, 2006).[5]
- El pueblo contra el Parlamento. El nuevo populismo en España. 2009-2013 (Pasado & Presente, 2013), prólogo de Enric Ucelay-Da Cal.[9]
- La Transición española. El voto ignorado de las armas (Pasado & Presente, 2016).[10]